# Keith Green

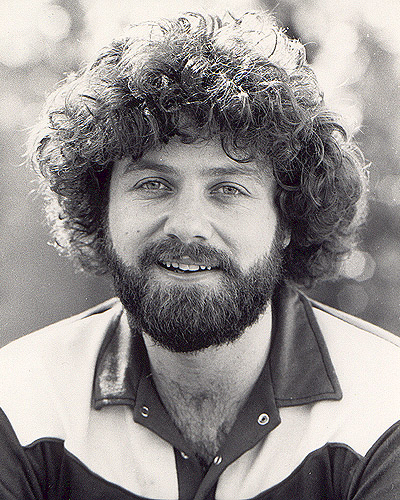

Keith Green (* 21. Oktober 1953 in Sheepshead Bay, New York; † 28. Juli 1982 in Lindale, Texas) war ein US-amerikanischer Gospelmusiker, Sänger, Songwriter und Pianist. Green wurde bekannt durch seinen Einsatz für sozial Benachteiligte und den christlichen Glauben. Seine bekanntesten Lieder sind You Put This Love In My Heart, Your Love Broke Through, Asleep In The Light, sowie seine Anbetungslieder O Lord, You’re Beautiful, There Is A Redeemer und Create In Me A Clean Heart.

## Leben
Bereits mit acht Jahren hatte er die ersten öffentlichen Auftritte als Sänger und spielte den „Kurt Von Trapp“ im Musical The Sound of Music. Green war die jüngste Person, die je einen Vertrag mit der American Society of Composers, Authors, and Publishers (ASCAP) erhielt, als er mit elf Jahren das Lied The Way I Used to Be komponierte und veröffentlichte.
Er komponierte über 50 Lieder und erhielt einen Vertrag bei Decca Records, die ihn zum Teenie-Idol machen wollten. Keith Green schlitterte aber in Drogenprobleme, betrieb Astrologie und widmete sich östlichen Religionen, statt sich – nach Wunsch seiner Plattenfirma – um seine Karriere zu kümmern. Der Vertrag wurde bald darauf aufgelöst. 1973 heiratete er. Bald nach der Hochzeit wurden er und seine Frau Melody Christen. Sie wurden Mitglieder der Vineyard Fellowship in Kalifornien.
Die Greens begannen, sich um Drogensüchtige, Prostituierte und Obdachlose zu kümmern. In Lindale (Texas) kauften sie eine Ranch und gründeten Last Days Ministries.
Keith Green begann 1977 eine Serie von christlichen Alben herauszugeben. Ab 1979 hörte er auf, für seine Konzerte Eintritt zu verlangen und seine Schallplatten zu festen Preisen zu verkaufen. Alles war nun für was ihr euch leisten könnt („whatever you could afford“) direkt bei Last Days Ministries erhältlich. Um sein neues Album So You Wanna Go Back To Egypt? zu produzieren, musste er die Hypothek auf die Farm erhöhen. Auf diesem Album ist auch ein Gastauftritt von Bob Dylan, mit dem Keith befreundet war. Im Mai 1982 waren über 200.000 Alben versandt, davon 61.000 gratis.
Green starb am 28. Juli 1982 bei einem Flugzeugabsturz, als er mit Freunden einen Rundflug über der Farm machte, um sie ihnen zu zeigen. Alle Personen, die sich im Flugzeug befanden, starben, darunter zwei von Melodys und Keiths Kindern: Josiah (3) und Bethany (2). Ebenfalls ums Leben kamen der Pilot Don Burmeister, das Ehepaar John und Dede Smalley und ihre sechs Kinder. Die Untersuchung des Absturzes ergab, dass das Flugzeug um rund 200 kg überladen war, da zwölf Personen in der sechssitzigen Maschine saßen.
1992 erschien das Tribut-Album: No Compromise: Remembering the Music of Keith Green bei Sparrow Records. Bekannte christliche Künstler wie Petra, Charlie Peacock, Susan Ashton, Margaret Becker, Michael Card, Rich Mullins und Russ Taff wirkten mit. Im Jahr 2003 nahm die deutsche Sängerin Beate Ling ein Album mit dem Titel Green auf. Darauf befanden sich zwölf, unter anderem von Manfred Siebald und Christoph Zehendner ins Deutsche übersetzte Lieder von Keith Green.
Am 27. November 2001 wurde Keith Green in die Gospel Music Hall of Fame der Gospel Music Association aufgenommen.

## Diskografie
- 1977: For Him Who Has Ears To Hear
- 1978: No Compromise
- 1980: So You Wanna Go Back To Egypt
- 1981: The Keith Green Collection
- 1982: Songs For The Shepherd
- 1983: The Prodigal Son
- 1983: I Only Want To See You There
- 1984: Jesus Commands Us To Go
- 1987: The Ministry Years, Volume One (1977-1979) (US: Gold)[3]
- 1988: The Ministry Years, Volume Two (1980-1982)
- 1992: No Compromise: Remembering the Music of Keith Green (Tribut-CD mit Coverversionen)
- 1995: Live
- 1996: Best of Keith Green: Asleep in the Light
- 1996: The Early Years (Compilation) (Neuauflage 2006)
- 2002: Your Love Broke Through: The Worship Songs of Keith Green (Tribut-CD mit Coverversionen)
- 2002: Ultimate Collection (Compilation)
- 2008: Keith Green the live experience